# Den Dungen
Den Dungen est un village situé dans la commune néerlandaise de Saint-Michel-Gestel, dans la province du Brabant-Septentrional. Le 1er janvier 2005, le village comptait environ 6 040 habitants, en intégrant les habitants du hameau de Maaskantje.

## Histoire
Den Dungen a été une commune indépendante jusqu'au 1er janvier 1996, date de son rattachement à la commune de Saint-Michel-Gestel.

## Culture
Le village a été le lieu de tournage de la série néerlandaise New Kids.